# Kozan
Kozan (antigament en armeni: Սիս, Sis; antic grec: Σισιον, Sission) és una ciutat de Turquia, capital del districte del mateix nom a la província d'Adana, a 68 km al nord de la ciutat d'Adana, a la part nord de la plana de Çukurova; la ciutat està creuada per riu Kilgen afluent del Ceyhan (antic Jibun o Pyramus). Està sota de les muntanyes del Taure. Sota el seu nom de Sis és famosa com a capital del Regne Armeni de Cilícia. La població ja crescut ràpidament i de 15.159 habitants el 1960 va passar a 54.451 el 1990, 72.463 el 2007 i 74.521 el 2009.

## Noms
La ciutat va tenir diversos noms: encara que no se sap del cert s'ha identificat amb sota l'imperi romà fou Flaviòpolis; després amb els romans d'Orient s'anomenava Sísia (Sisia) que va derivar en Sis; els àrabs li van dir Sisiyya; els croats Assis o Oussis; els armenis Սիս (transcrit Sis); al segle xii apareix també esmentada com a Sisuan pel catolicós armeni Gregori IV (+1189); els turcmans la van rebatejar Kozan nom que encara conserva.

## Història
Flaviòpolis és el nom d'una ciutat romana de Cilícia situada al nord-est d'Anazarbe i a l'oest de Tars. El seu nom podria derivar de l'emperador Vespasià (Flavi Vespasià). Al final de l'Imperi el nom no s'esmenta més i a partir del segle iv apareix per primer cop el bisbat de Sissus o Sisioum.
El seu territori va formar part de la província de Cilícia i després de Cilícia Secunda. Al segle ix va passar al califat i fou part de les terres frontereres conegudes com a Tughur al-Shamiyya; se suposa que la zona fou conquerida pels musulmans entre el 808 i el 810 quan s'assenyala una emigració massiva dels habitants de Sis cap a l'ala al-Rum. El califa al-Mutawàkkil (847-861) la va reconstruir a mitjan segle ix però els romans d'Orient la van devastar i recuperar aviat, però al-Baladhuri no precisa la data. El 868 Eustrat, després Patriarca d'Antioquia, fou bisbe a la ciutat. Va tornar als musulmans i pertanyia als hamdànides al segle x; l'any 962 Sayf al-Dawla va reconstruir Ayn Zarba (Anazarbe) i va enviar al seu hadjib amb un exèrcit per devastar territori romà d'Orient; en revenja el general romà d'Orient Nicèfor Focas (després emperador) va conquerir Anazarbe i Sis i els passos de l'Amanos, a Cilícia. Des d'aquest temps s'esmente com a vila fronterera fortificada.
Després del 1071 va partir els atacs turcmans. Va caure en mans de Toros I del Regne d'Armènia Menor vers 1114, any en què fou damnada per un terratrèmol. El 1177 fou visitada per Nerses de Lambron que es queixa que en una ciutat i residència reial (ishkhananist) no hi hagués ni bisbe ni esglésies. És sorprenent que s'esmenti el 1177 com a residència reial quan, almenys oficialment, no ho fou fins uns quants anys després. La ciutat restava mig destruïda quan fou atacada pels turcmans, que foren rebutjats pel nou rei rubènida armeni Lleó II. La ciutat fou restaurada per Lleó II (rei del 1187 al 1219), que la va erigir en capital del Regne Armeni de Cilícia per la seva posició estratègica i practica, en el lloc d'Anazarbe, rang que va mantenir sota els Lusignan. Per això el regne apareix a les cròniques musulmanes del segle xiii com Balad al-Armin (País Armeni) i Balad Sis (País de Sis). Lleó II fou coronat solemnement com a rei el 6 de gener de 1199, ja que fins llavors només tenia el títol de baró, però semble que no fou a Sis sinó a Tars; en canvi si que fou coronat a Sis, el 1212, l'hereu (designat el 15 d'agost de 1211) i corregent, el seu besnebot Raimon Rupen, casat amb Helvis, filla d'Amalric II de Lusignan. Segons Wilbrand d'Oldenburg que va estar present a la cerimònia i descriu la ciutat, aquesta no tenia muralles però si una potent fortalesa. Els reis armenis tenien a les muntanyes del Taure, al nord-oest de Sis, una residència d'estiu, Partzerpert (en franc Haut Château «castell alt», en àrab Barjberd, escrit també com Bartzerberd o Bartzerbert).
El 1266 fou conquerida temporalment pels mamelucs de Bàybars I que la van abandonar deixant-la molt damnada (la ciutat fou cremada amb la seva catedral, i les tombes reials violades); el 1275 va patir un atac mameluc que es va repetir el 1276; el 1277 el sultà al-Màlik as-Saïd Nàssir-ad-Din Abu-l-Maali Muhàmmad Bàraka Khan ibn Bàybars (1277-1279) va enviar contra la ciutat a al-Mansur Sayf-ad-Din Qalàwun al-Alfí as-Salihí an-Najmí al-Alaí, que després (1279) fou el sultà Qalàwun. A partir 1292, just després que el 29 de juny de 1292 la seu anterior Rum Kalesi hagués estat ocupada pels egipcis, fou el centre dels cristians armenis i el patriarca Gregori VII hi va establir la residència, i ho fou fins a almenys el 1441 quan part del clergat armeni va instal·lar un catolicós rival de nom Kirakos I Varapetsi a Vagharshapat (Edjmiatsín) enfront del catolicós de Cilícia, llavors Gregori IX. Des del 1294 hi van retornar els catòlics durant les Croades. La seu de Sis va subsistir com a rival d'Edjmiatsín (fins a la seva absorció el 1965).
El 1298 els mamelucs la van tornar a atacar i altre cop el 1303, quan fou ocupada i saquejada, però abandonada. El 1323 fou atacada pel governador il-kànida de Rum, Timurtash, que sembla que actuava a petició del sultà mameluc An-Nàssir Muhàmmad ibn Qalàwun; el 1340 fou atacada pel governador d'Alep, per orde del mateix sultà; el governador d'Alep atacava altre cop la ciutat el 1359 i 1369 i cada vegada la vila fou ocupada temporalment; a mitjan segle xiv (el 1348) Sis va patir una greu epidèmia que a Europa fou coneguda com la «Mort Negra». El darrer rei dels Lusignan, Lleo VI, només governava a Sis i rodalia.
El 1374 fou atacada pels ramadanoğullari, vassalls dels mamelucs, i per aquestos mateix. Al-Àixraf Xaban, sultà mameluc la va atacar i va conquerir definitivament el 1375 quan va ser ocupada i demolida; la ciutat fou entregada per la traïció d'alguns nobles i del catolicós, segons descriu Jean Dardel (després capellà del rei Lleó II durant el captiveri al Caire) a la seva crònica. La ciutat va quedar integrada en una província mameluca amb Ayas, Tars, Adana, Massisa i Ramadaniyya, totes dependents d'Alep. El 1488 fou ocupada pels otomans però per poc temps, passant llavors als ramadanoğullari sota Ghars al-Din Khalil (1485-1510), vassall otomà. El principat de Ramadan va ser annexionat a l'Imperi Otomà el 1608 i Sis va quedar dins el vilayat d'Adana i del sandjak de Kozan, però ja no va recuperar mai la seva importància i prosperitat. El patriarca de Vagharshapat (Edjmiatsín) es va imposar progressivament entre els armenis, però el de Sis es va sostenir (des del 1734 el patriarca no residia a la mateixa Sis sinó a un monestir que va construir el patriarca Lluc a la rodalia, i que fou la residència fins al 1810 quan el patriarca Kirados va fundar un nou monestir, on es va establir fins al 1874 en què fou expulsat a Ayn Tab); fins a la meitat del segle xix va tenir el suport del Papa. A Sis es guardava una relíquia: la mà dreta de sant Gregori l'Il·luminador que el rei Hethum II va comprar als musulmans el 1292 (junt amb altres relíquies).

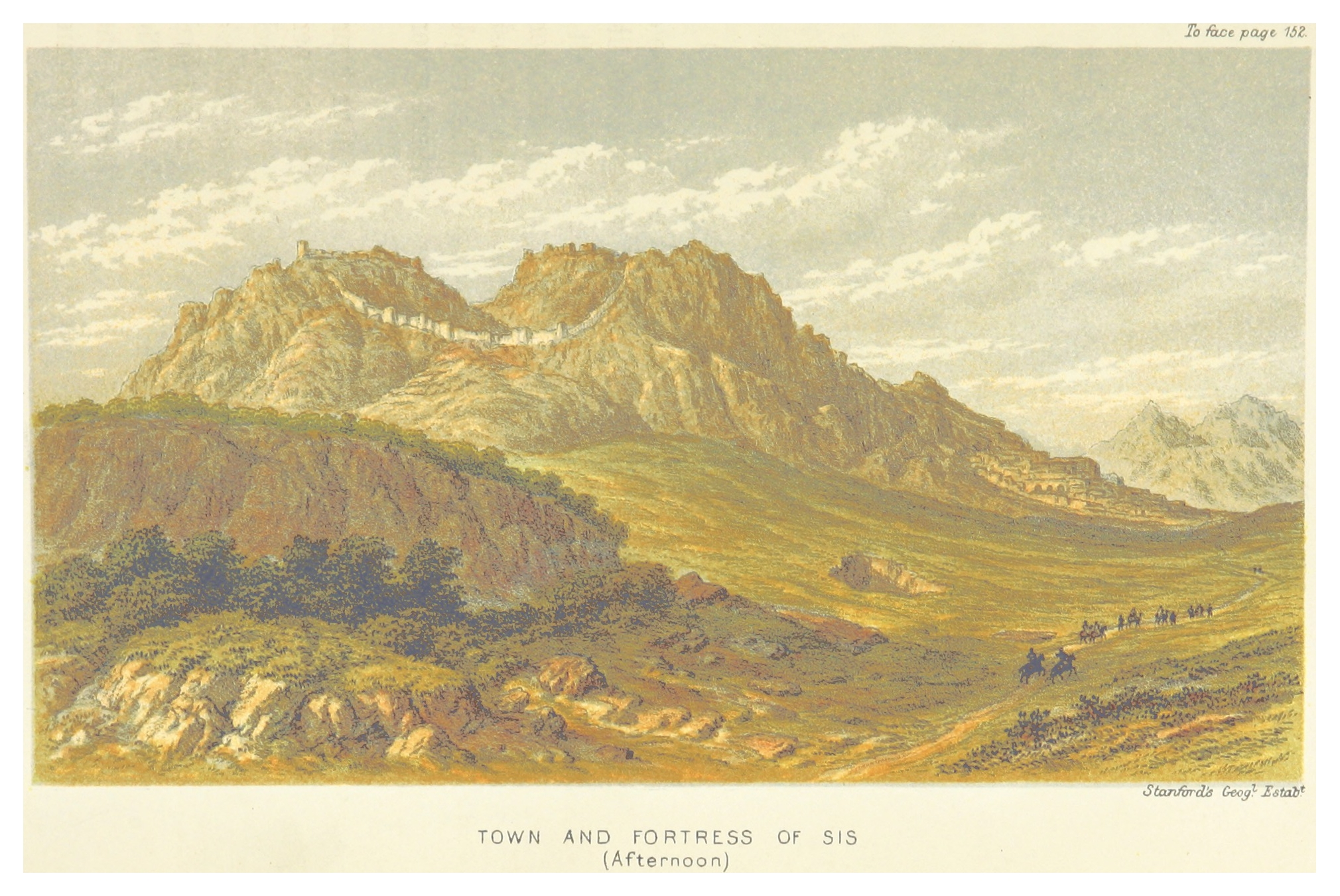
Sis - 1870

El nom de Kozan el va adoptar després del 1700 quan fou seu dels derebeys turcmans kozanoğullari que hi va exercir el poder efectiu a partir d'una època indeterminada en tot cas al segle xviii i la van dominar fins al 1866. Aquesta família es creu que era descendent del poble de Kozan prop d'Ayntab i dirigia la tribu Arik des de 1689; va dominar progressivament la regió i foren de fet independents. A la primera meitat del segle xix Sis o Kozan estava en mans d'aquesta tribu i el paixà d'Adana no tenia cap autoritat sobre Kozan (Sis) i la comarca no pagava cap tribut a la Porta; la fortalesa de muntanya de Sis, construïda per Lleó II, encara es conservava en força bon estat. El 1866 la Porta va recuperar la regió i un intent de Kozanoğlu Ahmed Pasha el 1878 per recuperar el poder, va fracassar.
Per la mateixa època el patriarca de Sis es va declarar per Edjmiatsín i va unir de fet les dues esglésies però el 1885 els armenis de Sis van voler declarar al patriarca d'Edjmiatsín com cismàtic i el 1895 el clergat de Sis va elegir un catolicós separat però la Porta va annul·lar l'elecció i només va permetre el seu establiment sis anys després a condició de reconèixer la dependència d'Edjmiatsín; encara que titulat catolicós no era més que un arquebisbe metropolità, com fou reconegut el 1965.
Kozan fou ocupat pels francesos al final de la I Guerra Mundial, del 8 de març de 1919 al 2 de juny de 1920. El 1923 fou elevada a província amb els districte de Kozan, Kadirli, Feke i Saimbeyli, però fou suprimida el 1926 i agregada al vilayat o província d'Adana.